# Músculo buccinador
El músculo buccinador (Musculus buccinator) es un músculo que se encuentra en la mejilla, detrás del masetero; ancho y plano. El origen del nombre es porque permite hacer de bocina o soplar para efectuar instrumentos de viento (buccinar)
Se inserta, por detrás en el borde alveolar del hueso maxilar y la mandíbula; en la lámina medial del apófisis pterigoides y en el ligamento pterigomandibular; por delante en la mucosa de la comisura labial; también está atravesado por una rama del nervio facial.
Su principal función es la de dar forma al rostro, agrandar la hendidura bucal y ejercer presión en la cavidad oral (silbar). Tira hacia atrás la comisura labial aumentando el diámetro transversal de la boca, interviene en la acción de silbar, soplar, succionar, tocar instrumentos de viento, acomodar alimentos en las caras oclusales de los dientes posteriores.
Inervado por el nervio bucal, rama del temporobucal (V3 del Trigémino)(Sensitivo).
Inervado por el VII par craneal (Nervio Facial) (Motor).
- Datos: Q846480
- Multimedia: Buccinator muscles / Q846480